# ハンエリヒタキ

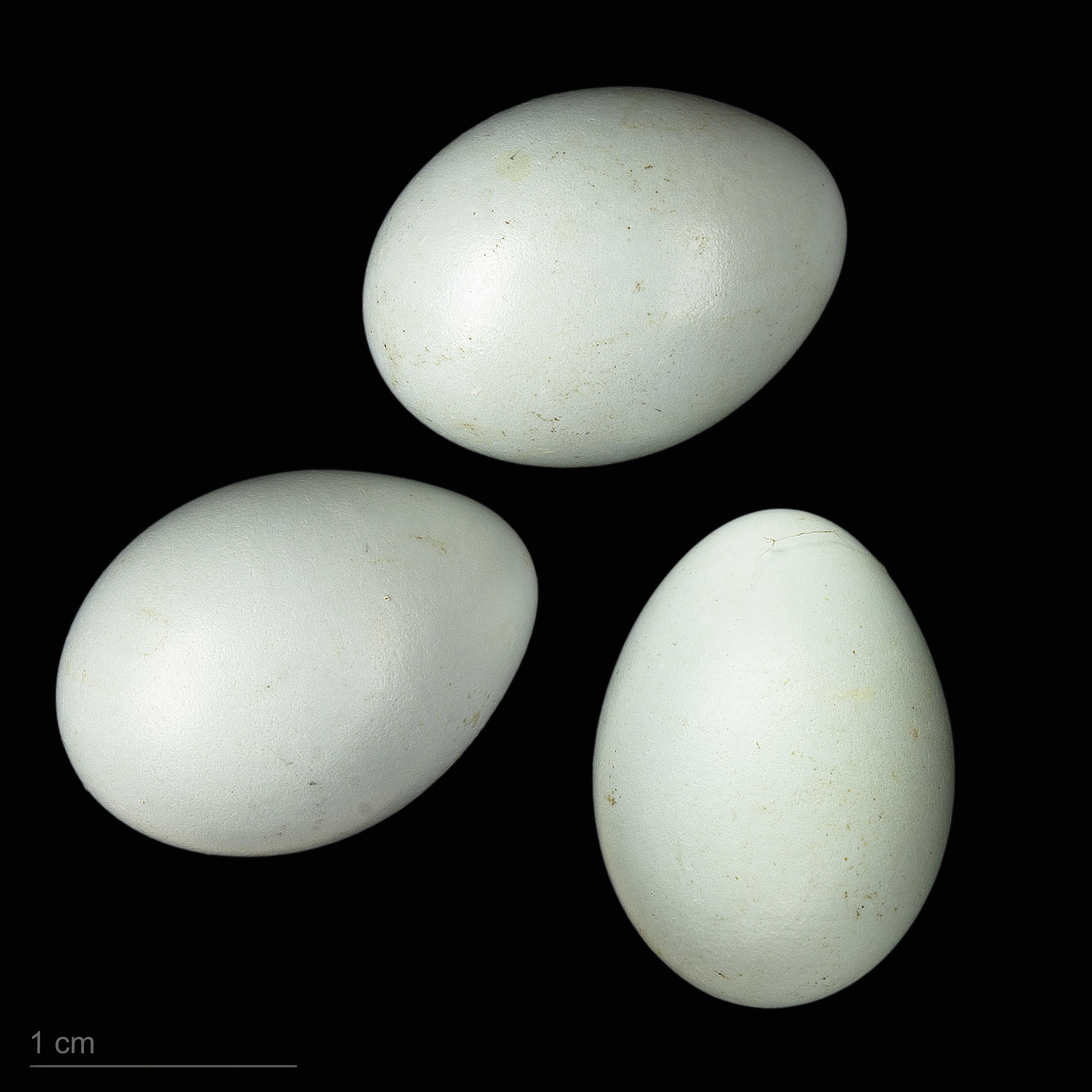
Ficedula semitorquata

ハンエリヒタキ（学名：Ficedula semitorquata）とは、スズメ目ヒタキ科に分類される鳥類の一種である。

## 形態
体長は13cmである。

## 分布
バルカン半島南部、トルコ、ジョージア、アルメニア、アゼルバイジャン、ヨーロッパロシアで繁殖し、キプロス、中東、エリトリア、エチオピアを通過して南スーダン、ウガンダ、ケニア、ルワンダ、ブルンジ、タンザニア、コンゴ民主共和国などアフリカ中部で越冬する。イラン、チュニジア、スーダンでは留鳥である。
またマルタなどイタリア周辺の国や、モロッコ、レバノン、ソマリアでは迷鳥として観察される。

## 生態
主に森林に生息する。低木地やサバンナにも生息している。
繁殖地には、早い個体は4月中旬までに到着し、7月から9月下旬に繁殖地を旅立つ。
標高2000m以内の森林や果樹園、都市公園などで繁殖する。キツツキの開けた穴や巣箱に巣を作り、4-7個の卵を産む。卵は孵化まで2週間ほどかかり、約15日で巣を離れる。